# Đàn tam thập lục
Đàn tam thập lục hay Dương cầm là một trong những loại nhạc cụ truyền thống hình thang, thuộc bộ gõ dây nằm trong cơ cấu dàn nhạc dân tộc Việt Nam, đựoc du nhập từ phương Tây vào các nước trong khu vực Châu Á và cải biến cấu tạo, kích thước cũng như sắp xếp hệ thống dây đàn, âm vực phù hợp với cách chơi và truyền thống mỗi nước. Về cơ bản đàn có 36 dây nên được gọi là Tam Thập Lục. Tuy nhiên ngày nay, đàn đã được cải tiến mở rộng âm vực bằng cách chế tác tăng kích thước hộp đàn - mặt đàn, mắc thêm dây, mở rộng từ 3,5 tới 4 quãng 8.
Nguyên bản đàn Tam Thập Lục Việt Nam được du nhập và cải tiến từ đàn Yangqin Trung Quốc, tên gọi gốc cổ theo ký tự chữ tiếng Hán là Dương cầm (揚琴), hoặc theo tiếng Hán - Hàn là Yanggeum (양금  - cũng là dương cầm) được hiểu theo nghĩa của Hán Việt là âm nhạc của sự tán dương, hoan nghênh. Không nên nhầm lẫn với dương cầm - tức đàn piano của phương Tây.

## Nguồn gốc

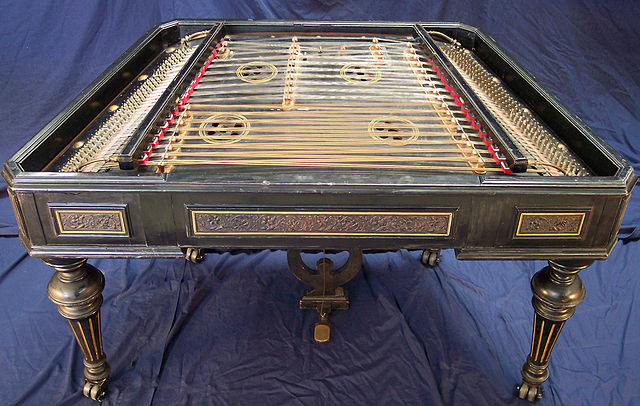
Đàn Cimbalom châu Âu